# Uppresning
Uppresning är en omröstningsform som innebär att de röstande ställer sig upp för att därigenom ange sitt ställningstagande i en viss fråga. Metoden kan jämföras med omröstning genom handuppräckning och liknas vid en visuell acklamation (givet att ingen rösträkning sker).

## Användning i Sverige
Uppresning användes aktivt i Sveriges riksdag fram till årsskiftet 2014/15 då det slopades för att vinna tid i samband med voteringar. Fortfarande finns möjlighet i 2014 års riksdagsordning till uppresning om talmannen finner det lämpligt. Vid uppresning i Sveriges riksdag sker ingen rösträkning och kan liknas vid en försöksvotering.